# Verena Schmid (Tennisspielerin)
Verena Schmid (* 23. Oktober 1992) ist eine ehemalige deutsche Tennisspielerin.

## Karriere
Sie stammt aus Ellwangen und wurde als Tochter von Dieter und Susanne Schmid geboren. Sie machte ihr Abitur 2011 am Oho Hahn Gymnasium. Am 19. August 2013 war sie Rang 737 der Weltrangliste der Damen und Rang 474 bei der Doppelweltrangliste. 2011, 2012, 2013, 2014 spielte sie in der ersten Bundesliga für den TEC Waldau und 2015 spielte sie für denselben Verein in der zweiten Bundesliga Süd.
Bei dem Porsche Tennis Grand Prix 2013 spielte sie erstmals auf einem Turnier der WTA Tour. Von den Organisatoren hatte sie eine Wildcard für die Qualifikation erhalten.